# Tour de la Bourse

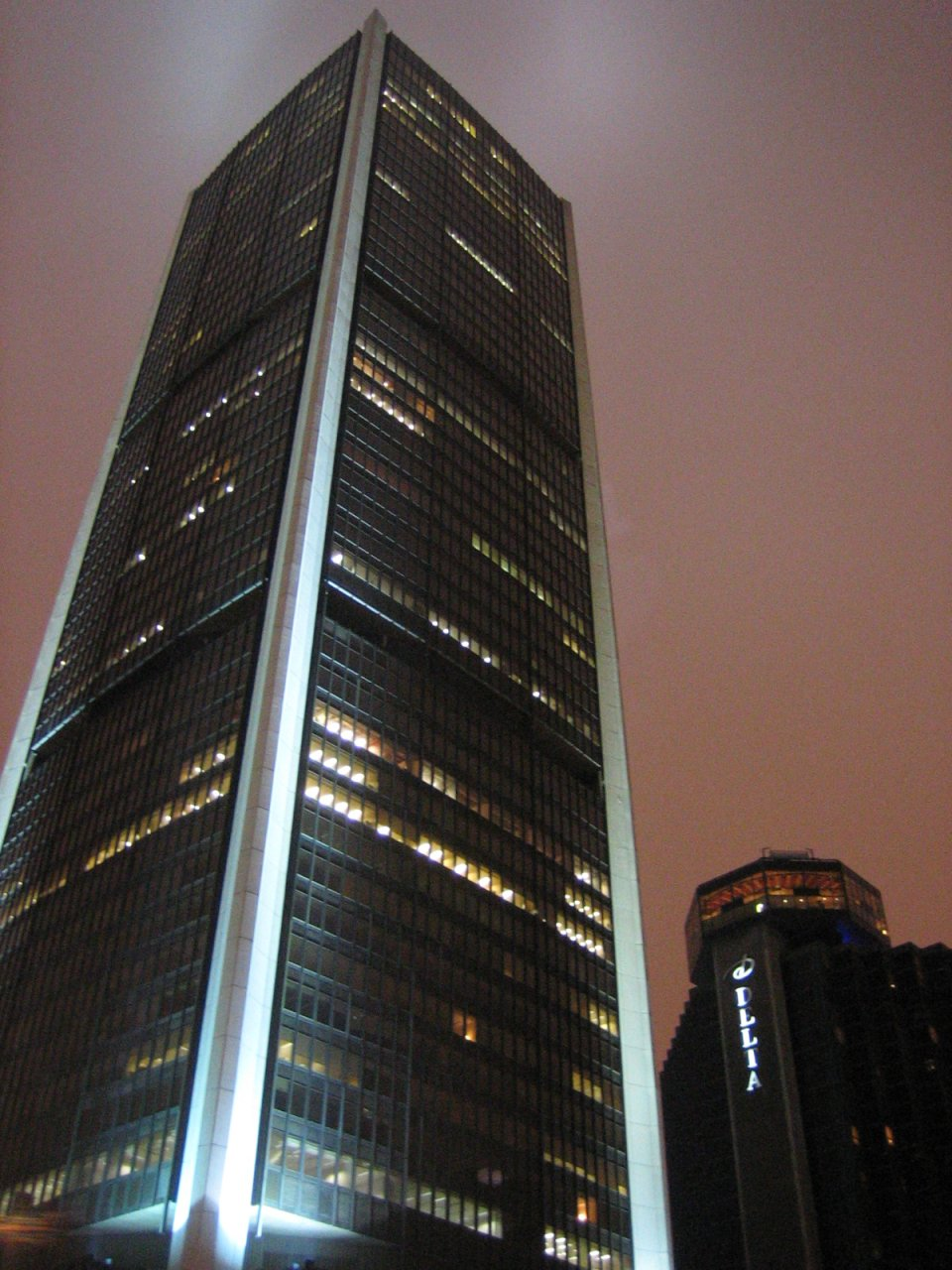
Tour de la Bourse à noite.

A Tour de la Bourse ou Stock Exchange Tower (em português:  Torre da Bolsa) é um arranha-céu em international style localizado na 800 Victoria Square, em Montreal, Quebec. Está conectado pela cidade subterrânea à estação de metrô Square-Victoria. Quando sua construção foi concluída em 1964, a torre era o edifício mais alto do Canadá.
A torre em si é considerada por muitos como uma obra-prima do estilo internacional em projetos de arranha-céus. Com 190 metros de altura, o edifício foi a torre de concreto armado mais alta do mundo, até a conclusão da Lake Point Tower em Chicago, no ano de 1968. Foi também o edifício mais alto do Canadá até a conclusão do Toronto-Dominion Centre em 1967. Atualmente, é o terceiro edifício mais alto de Montreal e o 13º mais alto do Canadá.
O principal ocupante do prédio é a Montreal Exchange (Bolsa de Valores de Montreal). A Tour de la Bourse é administrada pela Magil Laurentian Realty Corporation.